# Трикстер (психология)
Трикстер — архетип коллективного бессознательного, созданной К. Г. Юнгом аналитической психологии, формирующий образы демонически-комических персонажей, совершающих противоправные действия или, во всяком случае, не подчиняющихся общим правилам поведения.
Сходен со значением литературного архетипа — Трикстера, представленного многочисленными персонажами в мифологии, фольклоре и религии. Как базовая психологическая структура, является архетипом лукавства, шутовства, шалостей, проказ, часто достаточно злобных, реализуется в образах обманщика, шута, двойника, это с одной стороны.
В целом же это базовая психологическая структура, формирующая новые представления, ментальные модели, включая научного плана, когда имеющиеся перестают отвечать изменившимся обстоятельствам, в том числе внутреннего характера. В социальной сфере Трикстер активизируется в ходе развития общества в тех социальных слоях, в которых система ценностей начинает существенно отличаться от господствующей. Трикстер, как механизм формирования новых содержаний психики, которые должны обеспечивать большую, чем наличествующие, сбалансированность и целостность психики, активизируется Самостью, когда та обнаруживает накопление в психике несбалансированных содержаний, угрожающих ее целостности.
Так, Трикстер активизируется, при чрезмерном давлении обязательного к исполнению чрезвычайно серьезного, в той или иной степени официального действия, ритуала. Для компенсации такого давления Трикстер изобретательно порождает пародии, встраивая в них нерекомендуемые, порицаемые, запрещаемые слова, действия, образы, непредсказуемо используя, при этом, различного рода ассоциации. Таким образом Трикстер реализует защитный механизм сублима́ции, обеспечивающий перенаправление энергии внутреннего психического напряжения на формирование некоторого творческого, нарушающего существующие каноны, результата, не всегда социально приемлемого характера, по-крайней мере, на момент формирования этого результата.
В русских сказках одним из основных образов, формируемых Трикстером и олицетворяющих его, является образ Ивана-дурака.
Характеристикой Трикстера с точки зрения формировании нового результата, в виде новых физических теорий, могут служить слова Нильса Бора «Эта теория недостаточно безумна, чтобы быть верной».
Характеристика поэтического творчества, как деятельности, выходящей за пределы общих норм и правил, как действий Трикстера, выражена в стихотворении Анны Ахматовой «Тайны ремесла. Творчество»:

Мне ни к чему одические рати
И прелесть элегических затей.
По мне, в стихах все быть должно некстати,
Не так, как у людей.

В своеобразной, 'трикстеровской' форме роль архетипа Трикстера в творчестве выражена во фразе-восклицании Пушкина А. С. «Ай да Пушкин, ай да сукин сын!» в письме к своему другу, поэту Петру Вяземскому (около 7 ноября 1825 г.) («Поздравляю тебя, моя радость, с романтическою трагедиею, в ней же первая персона Борис Годунов! Трагедия моя кончена; я перечёл её вслух, один, и бил в ладоши, и кричал: ай да Пушкин! Ай да сукин сын!»).